# Michele Ruggieri
Michele Ruggieri (1543, Spinazzola, Bari, Italia -11 de mayo de 1607, Salerno, Italia) fue un sacerdote jesuita, misionario en China y uno de los primeros sinólogos europeos.

## Años de formación en Europa
Antes de ingresar a la Compañía de Jesús (27 de octubre de 1572, en Roma) Ruggieri obtuvo un doctorado en Nápoles en in utroque iure, esto es: en derecho civil y canónico. Después de completar la formación intelectual y espiritual de los jesuitas Ruggieri partió a Lisboa, el punto de partida de todos los misioneros para el Lejano-Oriente [requiere citación o datos más exactos, era también común la ruta España-México-Filipinas]. En Lisboa, mientras esperaba el barco que lo llevaría a Goa, fue ordenado sacerdote (marzo de 1578).

## Misionero en India y China
Al poco tiempo de su ordenación (1578) Ruggieri abandonó las costas de Europa con un grupo de 12 misioneros [requiere corrección, ¿no se encontraba en Goa a este punto?], junto a Rodolfo Acquaviva y Matteo Ricci. Llegando a la India (septiembre de 1578), comenzó a estudiar el lenguaje usado en la costa de Malabar, y en 6 meses alcanzó tal nivel que ya podía escuchar confesiones. Probablemente fue este don del lenguaje lo que lo convertía en un candidato especial para el comienzo de las misiones en China. A Ruggieri es asignado a una de las primeras colecciones de cartas escritas a mano en China traducidas al latín por fuentes chinas (atlas y mapas), que datan de 1606, o casi cincuenta años antes de que las páginas del manuscrito del polaco jesuita Michael Boym y el Novus Sinensis Atlas de Trentino jesuita Martino Martini (impreso por la editorial Johan Blaeu en Ámsterdam en 1655 y traducido inmediatamente en varios idiomas). El manuscrito se conserva en el Archivo de Estado de Roma, ms. 493